# Philippinische Beachhandball-Nationalmannschaft der Frauen
Die philippinische Beachhandball-Nationalmannschaft der Frauen repräsentiert die Philippines Handball Federation als Auswahlmannschaft auf internationaler Ebene bei Länderspielen im Beachhandball gegen Mannschaften anderer nationaler Verbände.
Eine Nationalmannschaft der Juniorinnen als Unterbau wurde bislang nicht aufgestellt, das männliches Pendant ist die Philippinische Beachhandball-Nationalmannschaft der Männer.

## Geschichte

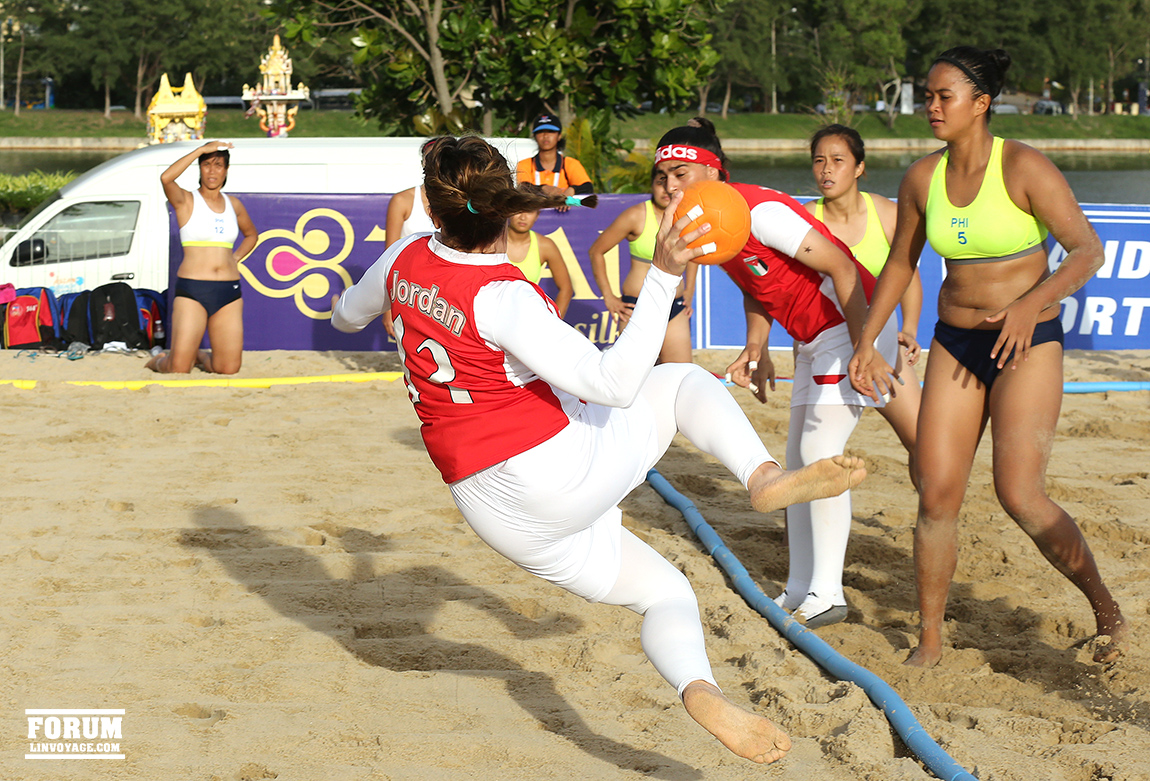
Szene aus dem Spiel gegen Jordanien bei den Asian Beach Games 2014

Nachdem sich Beachhandball auch in Südostasien eine immer größere und wachsende Fangemeinde erarbeitet hat, erkannten immer mehr Nationen das Potential der noch jungen Sportart. Im Vorfeld der Asian Beach Games 2012 in Haiyang wurde die Multisportlerin Joanna Franquelli, die selbst als Basketballerin und Fechterin an den Asienspielen teilgenommen hatte, als neue Trainerin der Beachhandball-Nationalmannschaft der Philippinen mit der Gründung der Nationalmannschaften sowohl für Männer als auch für Frauen beauftragt. Das Projekt wurde mit vielen Ambitionen und Hoffnungen gestartet, konnte zunächst aber wenig Erfolge verzeichnen. Zu Beginn wurde die Entwicklung der Frauen-Nationalmannschaft vorangetrieben, die sowohl 2012 als auch 2014 in Phuket bei den Teilnahmen an den Asian Beach Games hintere Plätze einbrachte. 2012 belegte die Mannschaft den letzten, 2014 den vorletzten der jeweils zehn Teilnehmenden. Danach dauerte es bis 2017, dass die Mannschaft im Rahmen der erstmals ausgetragenen Südostasien-Meisterschaften erneut zum Einsatz kam, was auch damit zusammenhing, dass diese im heimischen Dumaguete City stattfanden. Das erste Mal kamen sowohl eine Frauen- wie auch eine Männer-Mannschaft zum Einsatz; beide Teams gewannen bei je drei teilnehmenden Mannschaften die Bronzemedaillen. Danach kam bisher nur noch die Männermannschaft zu weiteren internationalen Einsätzen.

## Teilnahmen
| World Games - 2001: nicht eingeladen - 2005: nicht eingeladen - 2009: nicht qualifiziert - 2013: nicht qualifiziert - 2017: nicht qualifiziert - 2022: nicht qualifiziert World Beach Games - 2019: nicht qualifiziert - 2023: nicht qualifiziert | Weltmeisterschaften - 2001: keine Teilnahme - 2004: nicht qualifiziert - 2006: nicht qualifiziert - 2008: nicht qualifiziert - 2010: nicht qualifiziert - 2012: nicht qualifiziert - 2014: nicht qualifiziert - 2016: nicht qualifiziert - 2018: nicht qualifiziert - 2020: nicht qualifiziert, ausgefallen - 2022: nicht qualifiziert | Asienmeisterschaften - 2004: keine Teilnahme - 2013: keine Teilnahme - 2015: keine Teilnahme - 2017: keine Teilnahme - 2019: keine Teilnahme - 2022: keine Teilnahme - 2023: Details Südostasien-Meisterschaften - 2017: 3. - 2020: ausgefallen - 2022: keine Teilnahme | Asian Beach Games - 2008: keine Teilnahme - 2010: keine Teilnahme - 2012: 10. - 2014: 9. - 2016: keine Teilnahme - 2023: |

- ABG 2012: Maria Micaela Bautista • Michelle Bruzola • Maria Galvez • Angeli Gloriani • Jyn Camille Lim • Maria Jessica Lontoc • Mariane Therese Pontejos • Marian Claire Resulta • Chriselle Haidee Sangalang[6]

- ABG 2014: Aurora Adriano • Katherine May Binamira • Marilourd Socorro Borja • Michelle Bruzola • Mary Angeli Cabochan • Jennifer Del Villar • Andrea Johanna Montalbo • Legiel Ortencio • Luzviminda Pacubas • Maria Ana Fatima Tolentino[7]

- SPAM 2017: Kader derzeit nicht bekannt

- AM 2023: Aurora Adriano • Rapril Aguilar • Marilourd Socorro Borja • Zhalyn Mateo • Janelle Mendoza • Josephine Ong • Nathalia Prado • Gretchie Roque • Camille Sambile • Zharmaine Velez[8]

## Trainer
Cheftrainer
- seit 2012: Joanna „Jana“ Franquelli[10]